# Circumnavegació

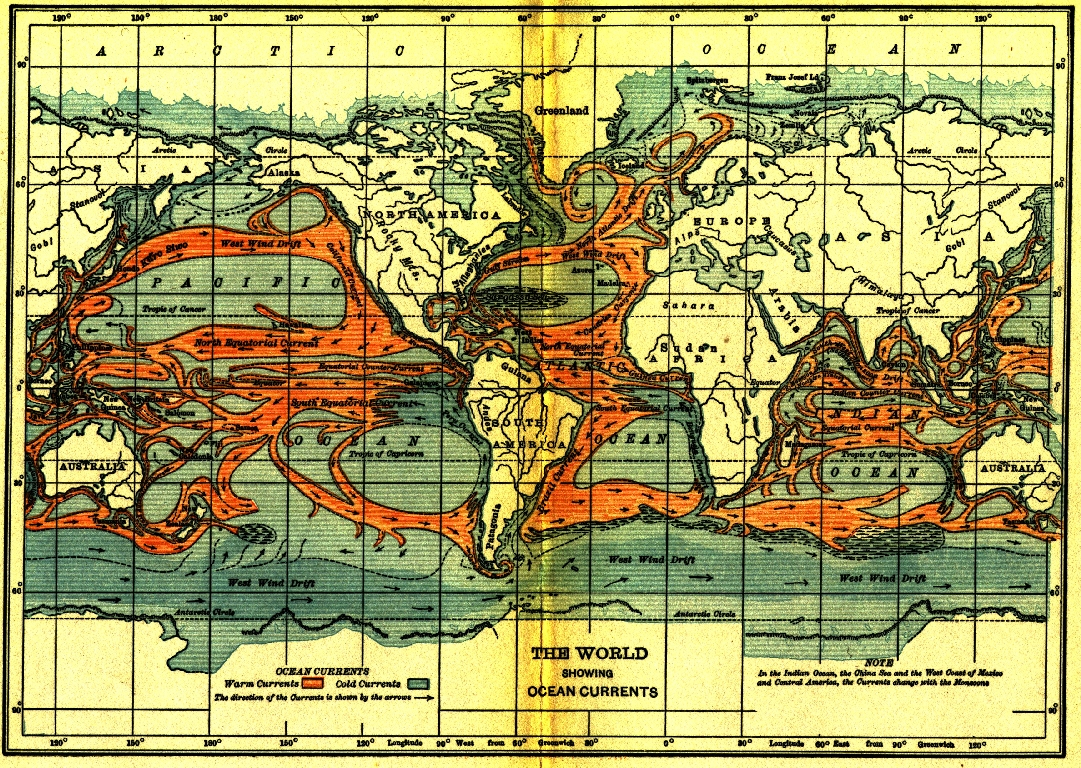
Els corrents oceànics

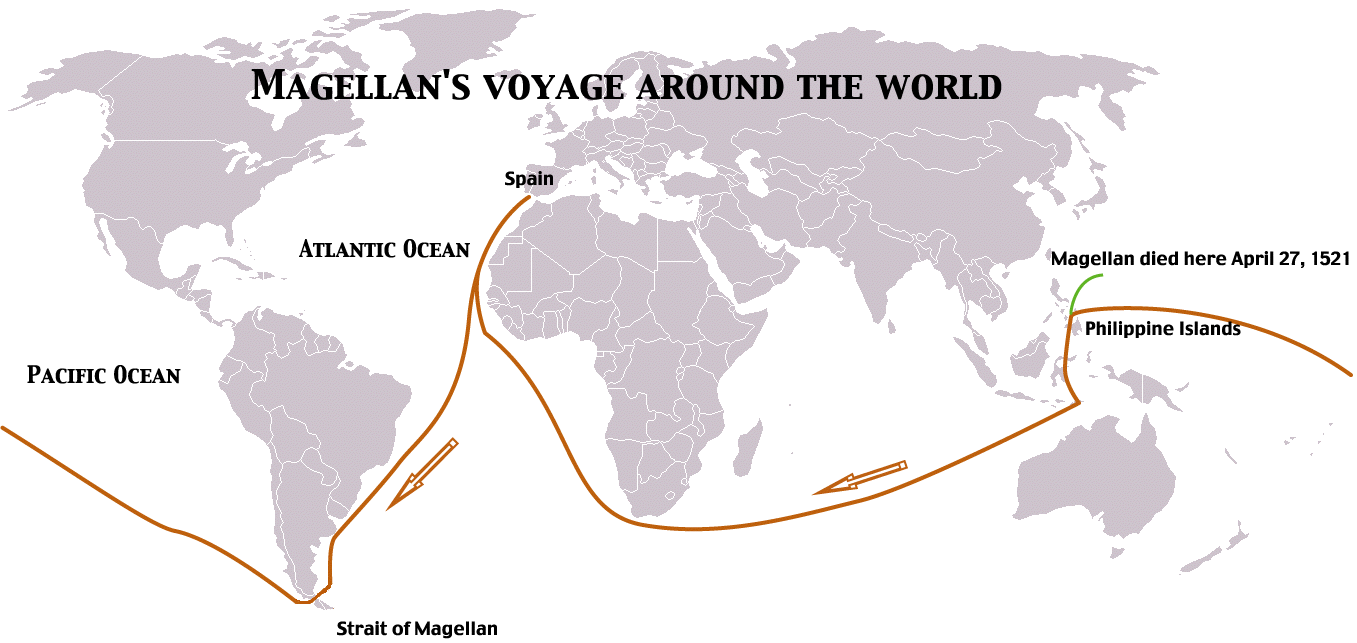
El viatge de Magalhães i Elcano

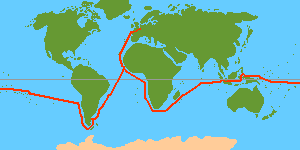
El viatge de Le Maire i Shouten

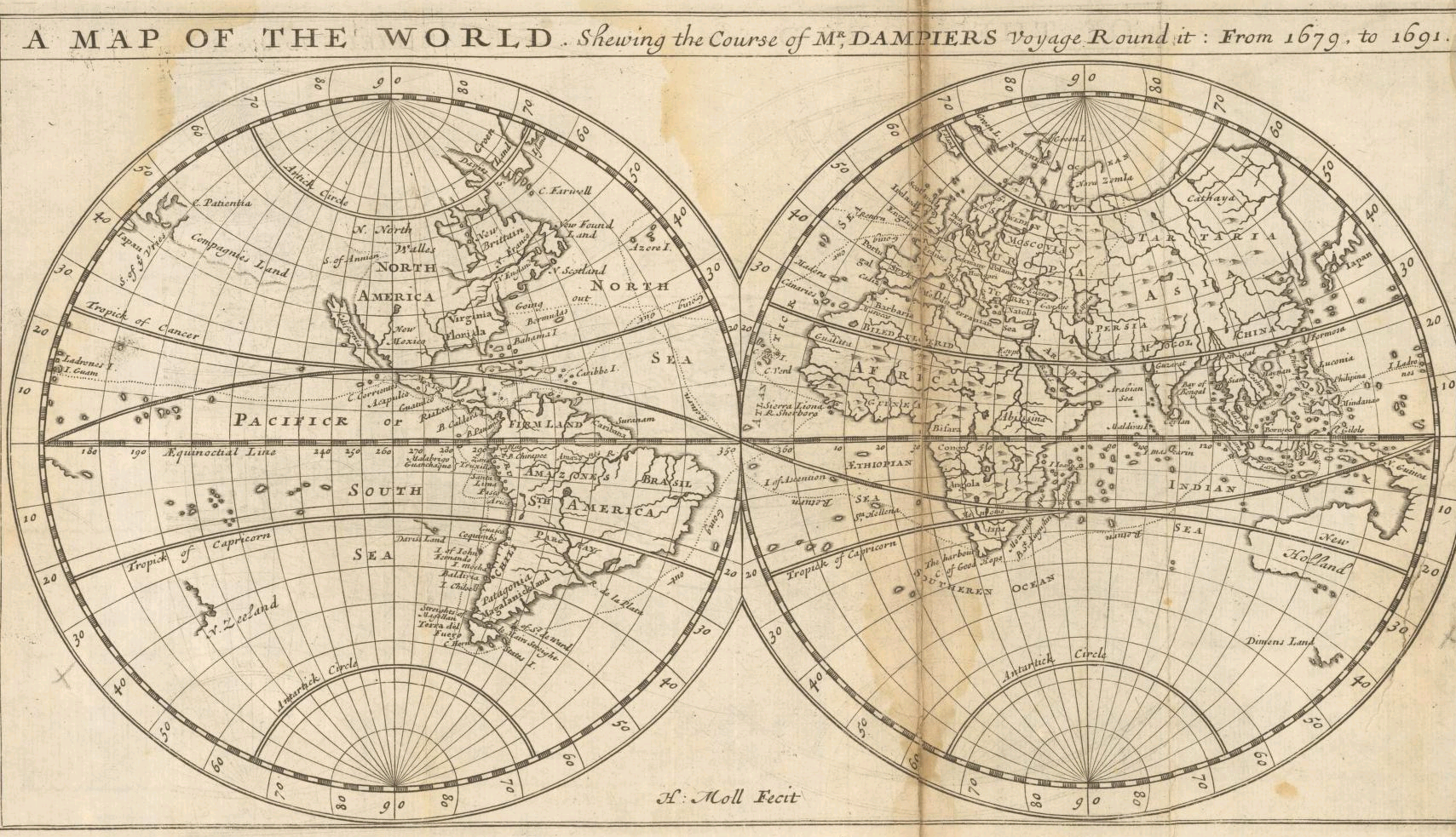
Ruta de circumnavegació de W. Dampier

Circumnavegar és navegar al voltant d'un lloc, especialment fer la volta al món. La primera circumnavegació de la Terra es va fer al segle xvi, però els gran viatges marítims d'exploració i circumnavegació es van produir als segles XVII i xviii.

## Viatges de circumnavegació
- Fernão Magalhães, 1511-1521. No va completar el primer viatge de circumnavegació ell mateix, però el 1511 havia arribat les Moluques (a la longitud 128° E) des de Portugal, i el 1519 va viatjar d'est a oest per l'estret de Magallanes fins a les Filipines, on va morir a l'illa de Cebu (longitud 124 °E).[1]
- Juan Sebastián Elcano, 1519-1522, en el Victoria. Després de la mort de Magalhães, va completar el primer viatge de circumnavegació.
- Fernando de la Torre i vuit supervivents de l'expedició de García Jofre de Loaisa, 1525-1536. Cap dels set vaixells de Loaisa va completar el viatge, però el Santa María de la Victoria va arribar a les Moluques i van tornar a Espanya en un vaixell portuguès.
- Francis Drake, 1577-1580, en el Golden Hind. Va ser el primer circumnavegador anglès.
- Thomas Cavendish, 1586-1588, en el Desire.
- Supervivents de les expedicions de Jacques Mahu i Olivier van Noort, 1598-1601. De nou vaixells, només en van tornar dos.
- Joris van Spilbergen, 1614-1617.
- Willem Schouten, 1615-1617 en l'Eendracht. L'expedició va descobrir el pas per l'estret de Le Maire i el cap d'Hornos i va fer la primera circumnavegació privada (vegeu Viatge de Le Maire i Schouten).
- Jacques l'Hermite i John Hugo Schapenham, 1623-1626.
- Giovanni Francesco Gemelli Carreri, 1693-1698. El primer turista a circumnavegar la Terra pagant el seu viatge en diferents etapes.
- William Dampier 1679-1691; 1703-1707. Va ser el primer a circumnavegar dos cops.
- George Anson, 1740-1744, en el Centurion.
- John Byron, 1764-1766, en el HMS Dolphin. Primera circumnavegació en menys de dos anys.
- Samuel Wallis i Philip Carteret, 1766-1768, en el Dolphin i Swallow. El Dolphin va ser el primer vaixell a fer dues circumnavegacions.
- Louis Antoine de Bougainville, 1766-1769. Primera circumnavegació francesa i, en la mateixa expedició, hi va anar la primera dona circumnavegadora, Jeanne Baré.
- James Cook, 1768-1771, en l'Endeavour. La primera circumnavegació sense baixes per escorbut.
- Tobias Furneaux, 1772-1774, en l'Adventure de la segona expedició de Cook. Va ser la primera circumnavegació d'oest a est.
- Robert Gray, 1787-1790, la primera circumnavegació nord-americana.
- Adam Johann von Krusenstern, 1803-1806, la primera circumnavegació russa.
- Robert Fitzroy, 1831-1836, en lHMS Beagle, amb Charles Darwin.
- Fragata blindada Numancia de l'Armada espanyola, primer navili de ferro a fer la volta al món entre 1865 i 1867 amb Juan Bautista Antequera y Bobadilla.
- Joshua Slocum, 1895-1898, la primera circumnavegació en solitari.
- USS Triton, 1960, la primera circumnavegació submarina.

## Altres circumnavegacions notables
- L'expedició fenícia enviada pel faraó Nekau II, 600 aC aprox., va fer la primera circumnavegació d'Àfrica.
- El governador romà Gneu Juli Agrícola, 80 dC aprox., va fer la primera circumnavegació de la Gran Bretanya.
- James Cook, 1769-1770, primer circumnavegador de Nova Zelanda.
- Matthew Flinders, 1801-1803, primer circumnavegador d'Austràlia.